# Mother Earth Tour
Mother Earth Tour è il primo DVD del gruppo musicale olandese Within Temptation.
Il DVD contiene un live di alta qualità registrato durante la partecipazione dei Within Temptation a tre diversi festival musicali: Lowlands, Pukkelpop e Rock Werchter.

## Contenuto

### DVD 1

#### Live Concert
1. Deceiver of Fools (Lowlands 2002) (Mother Earth)
2. Caged (Lowlands 2002) (Mother Earth)
3. Mother Earth (Pukkelpop) (Mother Earth)
4. Enter (Pukkelpop) (Enter)
5. Our Farewell (Lowlands 2002) (Mother Earth)
6. The Dance (Lowlands 2002) (The Dance)
7. The Promise (Rock Werchter) (Mother Earth)
8. Dark Wings (Rock Werchter) (Mother Earth)
9. Restless (Lowlands 2002) (Enter)
10. Deep Within (Lowlands 2002) (Enter)
11. Never Ending Story (Lowlands 2002) (Mother Earth)
12. Ice Queen (Lowlands 2002, Pukkelpop, Rock Werchter) (Mother Earth)

#### Music Videos
- The Dance
- Ice Queen
- Mother Earth

### DVD 2

#### Backstage
« Uno sguardo al backstage dei Within Temptation durante il Mother Earth tour, articoli filmati al Pinkpop, Mexico, Broerenkerk, Tivoli, De Melkweg, Ozzfest, Rock Werchter, Parkpop, Gelredome, Pukkelpop e Lowlands ».

#### The Making of
- The Mother Earth album and the cover
- The Mother Earth music video

#### Impressions & Interviews
- TV West Westpop interview
- Isabelle & Stenders Vroeg 3FM
- 2 MXL Ice Queen acoustic
- TMF Awards
- Rock Werchter Veronica special
- FaceCulture interview
- Interview at Lowlands
- Photo Gallery

#### Extra
- Broerenkerk Zwolle
- Ice Queen multi angle version

### CD
1. Deceiver of Fools
2. Caged
3. Mother Earth
4. Enter
5. Our Farewell – feat. Ghea Gijsbergen
6. The Dance
7. The Promise
8. Dark Wings
9. Restless
10. Deep Within – feat. George Oosthoek
11. Never Ending Story
12. Ice Queen